# Mario Kart DS
Mario Kart DS – komputerowa gra wyścigowa wydana przez Nintendo w 2005 roku na konsolę Nintendo DS. Jest to piąta gra z serii Mario Kart.

## Rozgrywka
Dostępnych jest 12 postaci znanych z przygód Mario, w tym cztery ukryte. Każda z nich posiada po trzy charakterystyczne pojazdy o zabawnych kształtach. Gracz ma do przebycia 32 trasy, w tym 16 znanych z poprzednich części serii. Gra oferuje kilka trybów rozrywki:
- gra jednoosobowa: Grand Prix, Time Trial (wyścig na czas), Battle (bitwa), VS oraz Missions (misje),
- gra wieloosobowa: VS oraz Battle
  - Normal – dostępny, o ile każdy gracz ma własną kopię gry,
  - Simple – wystarczy tylko jedna kopia, ale liczba kierowców i tras jest ograniczona,
  - Nintendo WFC – umożliwia grę przez internet za pomocą Nintendo Wi-Fi Connectora lub punktów dostępowych Wi-Fi.

Tryb gry wieloosobowej możliwy jest dzięki nadajnikowi Wi-Fi wbudowanemu w konsolę. Sterowanie podczas rozgrywki możliwe jest dzięki popularnemu „krzyżykowi”. Jednakże w menu korzystać można z ekranu dotykowego, natomiast w trybie Baloon Battle dodatkowe życia można uzyskać, pompując balony poprzez dmuchanie we wbudowany mikrofon.
W związku z wyłączeniem Nintendo Wi-Fi Connection 20 maja 2014 roku gra wieloosobowa jest od tego czasu niemożliwa.

## Odbiór gry
Odbiór produkcji był bardzo pozytywny, gra otrzymała średnią ocenę 91/100 w serwisie Metacritic. Jest to trzecia najlepiej sprzedana gra Nintendo z 23,60 milionami sprzedanych kopii na całym świecie.